# Czesław Knapczyński

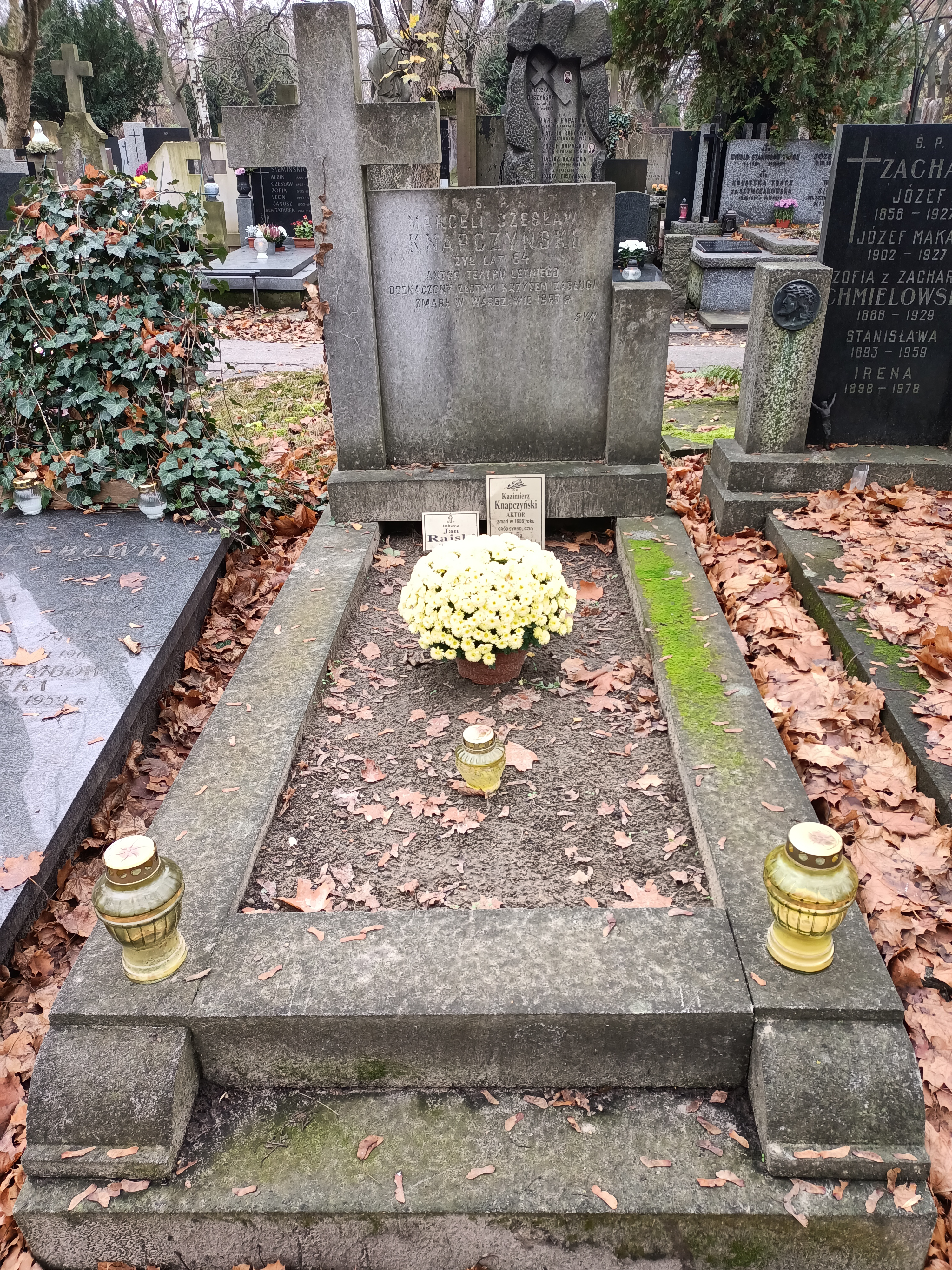
Nagrobek Czesława Knapczyńskiego na Cmentarzu Powązkowskim w Warszawie

Marceli Czesław Knapczyński (ur. 30 października 1863 w Warszawie, zm. 4 lipca 1927 tamże) – polski aktor teatralny i filmowy, reżyser teatralny i komik.

## Życiorys
Pochodził z rodziny aktorskiej: jego ojcem był aktor Leon Michał Knapczyński, a siostrami aktorki: Józefa Knapczyńska i Emilia Podwyszyńska. W latach 1880–1881 występował w zespole Marcelego Trapszo w Lublinie i Łowiczu. Następnie grał w zespołach: Juliana Grabińskiego (1883-1884), Józefa Puchniewskiego (1885-1888), Jana Szymborskiego (1886, Płock) i Łucjana Kościeleckiego (1888-1890).
W latach 1890–1901 grał głównie w Poznaniu, gdzie rozpoczął również reżyserowanie. W tym okresie występował również w Warszawie w teatrach ogrodowych Wodewil (1891, 1898) i Belle Vue (1898) oraz w Petersburgu (sezon 1891/1982, z zespołem Łucjana Kościeleckiego).

W 1901 został zaangażowany do zespołu Warszawskich Teatrów Rządowych i od tej pory występował głównie w stolicy. Był członkiem zespołów: Teatru Letniego (1901-1919), gdzie podczas I wojny światowej był członkiem zarządu zrzeszenia aktorów, Teatru Bagatela (1919), Teatru Praskiego (1920-1921), Teatru im. Wojciecha Bogusławskiego (1921-1923) oraz ponownie Teatru Letniego, gdzie występował od 1923 roku do końca życia. Ponadto w 1919 roku grał w Wielkopolsce, a w 1921 roku - gościnnie w Bytomiu i Katowicach. 
Był mężem aktorek: Marii Kordeckiej (ślub ok. 1880 roku) oraz Zenobii Knapczyńskiej (ślub w 1890 lub 1891 roku). Został pochowany na Cmentarzu Powązkowskim w Warszawie. 

## Filmografia[2]
- Tamten (1921)
- Ludzie bez jutra (1923) - radca Runicz, ojciec Alfreda